# قول أستر (ننور)
قول أستر (بالفارسية: قول استر) هي قرية تقع في إيران في قسم ننور الريفي. يقدر عدد سكانها بـ 302 نسمة بحسب إحصاء 2016.